# Mistrzostwa Polski w Boksie 2007
78. Mistrzostwa Polski w Boksie 2007 (mężczyzn) odbyły się w dniach 1-4 marca 2007 w Białymstoku.

## Medaliści
| Kategoria:                       | Złoto:                               | Srebro:                             | Brąz:                                                                       |
| waga papierowa (do 48 kg)        | Łukasz Maszczyk (Gwardia Warszawa)   | Janusz Jaśkiewicz (Zagłębie Konin)  | Michał Karawaj (Cristal Białystok) Mariusz Szczepański (Nokaut Warszawa)    |
| waga musza (do 51 kg)            | Rafał Kaczor (AKS Strzegom)          | Mateusz Mazik (RMKS Rybnik)         | Mariusz Burzyński (AKS Strzegom) Łukasz Łojek (Tygrys Elbląg)               |
| waga kogucia (do 54 kg)          | Krzysztof Rogowski (PKB Poznań)      | Patryk Cichocki (RMKS Rybnik)       | Paweł Juszczyk (Hetman Białystok) Sebastian Wołkowski (Tygrys Elbląg)       |
| waga piórkowa (do 57 kg)         | Andrzej Liczik (Hetman Białystok)    | Michał Chudecki (PKB Poznań)        | Maciej Mierzyński (Cristal Białystok) Michał Żeromiński (Gwardia Warszawa)  |
| waga lekka (do 60 kg)            | Krzysztof Szot (PKB Poznań)          | Michał Syrowatka (Mazur Ełk)        | Krzysztof Cieślak (TBT Mińsk Maz.) Damian Wrzesiński (PKB Poznań)           |
| waga lekkopółśrednia (do 64 kg)  | Mariusz Koperski (PKB Poznań)        | Sylwester Walczak (PKB Poznań)      | Marcin Łęgowski (Hetman Białystok) Tomasz Mazur (Gwardia Wrocław)           |
| waga półśrednia (do 69 kg)       | Michał Starbała (Gwardia Warszawa)   | Piotr Sielawa (Hetman Białystok)    | Maciej Adamiak (PKB Poznań) Krzysztof Chudecki (PKB Poznań)                 |
| waga średnia (do 75 kg)          | Mirosław Nowosada (Hetman Białystok) | Sebastian Rzadkiewicz (PKB Poznań)  | Robert Świerzbiński (Hetman Białystok) Robert Talarek (06 Kleofas Katowice) |
| waga półciężka (do 81 kg)        | Krzysztof Sadłoń (Hetman Białystok)  | Mariusz Welc (PKB Poznań)           | Rafał Okoński (Zawisza Bydgoszcz) Artur Zwarycz (Gwardia Wrocław)           |
| waga ciężka (do 91 kg)           | Krzysztof Zimnoch (AKS Strzegom)     | Jakub Kapeliński (PKB Poznań)       | Piotr Kuczyński (Gwardia Wrocław) Marcin Madaj (Start Włocławek)            |
| waga superciężka (powyżej 91 kg) | Mateusz Malujda (Gwardia Wrocław)    | Krzysztof Głowacki (Bukowina Wałcz) | Marcin Pryczek (Tygrys Elbląg) Łukasz Zygmunt (Polonia Świdnica)            |